# Климент Ворошилов
Климент Јефремович Ворошилов (рус. Климе́нт Ефре́мович Вороши́лов, (слушај)ⓘ; Дњепропетровск, 4. фебруар 1881 — Москва, 2. децембар 1969) је био совјетски војни командант и политичар.

## Биографија
Ворошилов је рођен у Веркњеју, близу Јекатаринослава (сада Дњепропетровск), Украјина, тада унутар Руског царства. Ступио је у бољшевичку партију 1903. Након Руске револуције 1917, био је члан украјинске привремене владе, и комесар за унутрашње послове. У совјетској одбрани Царицина током Руског грађанског рата, постао је близак са Стаљином. Био је добро познат по помагању Стаљину у Војном савету (који је водио Лав Троцки). Учествовао је на Јужном фронту Руског грађанског рата и у Пољско-совјетском рату са 1. коњичком армијом.
Ворошилов је изабран у Централни комитет 1921, и остао је члан до 1961. 1925, након смрти Михаила Фрунзеа, Ворошилов је постављен за народног комесара за војна и морнаричка питања, и за председавајућег Војног револуционарног савета Совјетског Савеза. Ову позицију је држао до 1934. Фрунзе је био наклоњен Зиновјеву, а Стаљин је желео да на његовом месту буде стаљиниста. Фрунзе је послат на операцију како би излечио стари чир на желуцу. Умро је на операционом столу од превелике дозе анестетика, хлороформа. Критичари Стаљина оптужују да је операција искоришћена као маска за атентат на Фрунзеа. Ворошилов је постао пуноправни члан новоформираног политбироа 1926, и остао је члан до 1960. Био је веома умешан у Стаљинову Велику чистку крајем тридесетих година. Велики плус за његову каријеру је било смакнуће маршала Михаила Тухачевског.
Ворошилов је постављен за народног комесара за одбрану 1934, и добио је титулу маршала Совјетског Савеза 1935. Током Другог светског рата, Ворошилов је био члан Државног комитета за одбрану. Командовао је совјетским трупама током Зимског рата од новембра 1939, до јануара 1940, али је услед његовог лошег планирања Црвена армија претрпела огромне губитке. Касније га је заменио Семјон Тимошенко.
Почетком немачке инвазије на Совјетски Савез, јуна 1941, Ворошилов је командовао северозападним правцем и лењинградским фронтом. Показао је значајну личну храброст - у једном тренутку је лично предводио контранапад против немачких тенкова, наоружан само пиштољем - али и велику неспособност, и није успео да спречи Немце да опколе Лењинград. Разрешен је те дужности, и заменио га је много способнији Георгиј Жуков. 1945—1947. је надгледао успостављање комунистичког режима у Мађарској.
1952, Ворошилов је постављен за члана председништва Централног комитета. Услед Стаљинове смрти је дошло до великих промена у совјетском руководству, и марта 1953, Ворошилов је постављен за председавајућег Президијума Врховног совјета (то јест председник Совјетског Савеза) са Никитом Хрушчовим као првим секретаром Комунистичке партије и Маљенковим као премијером Совјетског Савеза. Ворошилов, Маљенков и Хрушчов су уредили хапшење Берије након Стаљинове смрти.
Након што је Хрушчов осудио Стаљина, 1956, Ворошилов се привремено прикључио конзервативној фракцији Маљенкова Кагановича и Молотова (такозвана "Антипартијска група"), у неуспешном покушају да се Хрушчов скине с власти јуна 1957, али је убрзо променио страну, и подржао Хрушчова.
Врховни совјет је 7. маја 1960, прихватио Ворошиловљев „захтев за пензионисањем“, и изабрао Леонида Брежњева за председника. Централни комитет га је такође разрешио дужности члана партијског президијума (како је политбиро називан од 1952), 16. јула 1960. Октобра 1961, његов политички пораз је био потпун на 22. партијском конгресу, када је одстрањен са избора за Централни комитет. Постоји чудна прича у вези Ворошиловљевих последњих дана на месту председника. Током једног састанка за вечером са Централним комитетом, сви су игнорисали Ворошилова, и били хладни према њему. Овакав однос му је дао на знање да су све његове колеге већ одлучиле да га отпусте, па је он решио да их предухитри, и једноставно се пензионише.
Након пада Хрушчова, Брежњев је вратио Ворошилова у политику, као фигуру. Поново је изабран у Централни комитет 1966, и додељена му је друга медаља хероја Совјетског Савеза 1968. Умро је 1969. у Москви. КВ серија тенкова, коришћена у Другом светском рату, је названа по њему. Два града су такође добила име по њему: Ворошиловград у Украјини (данас Луганск) и Ворошилов, на Руском далеком истоку (данас Усуријск), као и Генералштабна академија у Москви.